# هویک هاخوردیان
هویک هوهانسی هاخوردیان (ارمنی: Հովիկ Հովհաննեսի Հախվերդյան؛  ۱۳ مهٔ ۱۹۳۶ –۱۳ مارس ۲۰۱۶) یک کارگردان اهل ارمنستان بود. وی بین سال‌های - تا - میلادی فعالیت می‌کرد.

## زندگی‌نامه
وی در ۱۳ مهٔ ۱۹۳۶ در ایروان به دنیا آمد و از دانشگاه دولتی ایروان (۱۹۵۹) فارغ‌التحصیل شد. وی همچنین برندهٔ جوایزی همچون جایزه دولتی ارمنستان شوروی، جایزه دولتی جمهوری ارمنستان و چهره هنری شایسته جمهوری ارمنستان شده است. وی در۱۳ مارس ۲۰۱۶ در سن ۷۹ سالگی در ایروان درگذشت.